# Hệ thống bảng xếp hạng FIFA giai đoạn 2006–2018
Hệ thống bảng xếp hạng FIFA là phương pháp tính toán được dùng trước đây bởi FIFA dành cho các đội tuyển quốc gia trong môn bóng đá. Hệ thống này được FIFA công bố vào năm 2006 như là bản mới nhất cập nhật thay cho bản trước đây, và được thay thế sau World Cup 2018 với một hệ thống đơn giản hơn.

## Tổng quát
Sau World Cup 2006, 1 thủ tục tính toán mới sửa lại của BXH FIFA được công bố; đó là một thủ tục được đơn giản đáng kể. BXH mới được soạn ra để đáp lại sự chỉ trích từ các phương tiện truyền thông. Cuộc họp có sự tham dự của các nhân viên FIFA và các nhà chuyên môn, và một lượng lớn các nghiên cứu được quản lý bởi nhóm người này, kết quả của các nghiên cứu sẽ nằm trong hệ thống mới. Hệ thống mới được phê chuẩn tại Leipzig vào ngày 7 tháng 12 năm 2005 bởi ủy ban hành pháp của FIFA. Những thay đổi đáng chú ý bao gồm giảm đi lợi thế sân nhà-sân khách và số bàn thắng từ cách tính, và đơn giản hóa nhiều khía cạnh của hệ thống.
Hệ thống này, giống như các hệ thống trước, là rất giống các hệ thống của các giải vô địch quốc gia, dù những thay đổi bảo đảm rằng nó sẽ tiếp tục đại diện cho thành tích các đội bất chấp thi đấu với số trận khác nhau mỗi năm, và gặp các đội với sức mạnh khác nhau. Các nhân tố có trong cách tính như sau:
- Kết quả trận đấu
- Cấp bậc của trận đấu
- Sức mạnh của đối thủ
- Sức mạnh khu vực.

Kết quả thực tế của đội là điểm trung bình đạt được trong năm; các trận từ 4 năm trước được cân nhắc, với số điểm sẽ cao hơn nếu các trận được thi đấu gần hơn. Đội bóng phải thi đấu ít nhất 5 trận trong vòng 12 tháng để tăng thêm điểm.

### Thắng, hòa hoặc thua
Trong những năm trước, một hệ thống cho điểm rắc rối được sử dụng, dựa vào đối thủ mạnh thế nào, và hiệu số bàn thắng-thua; thua mà được thêm điểm chỉ khi gặp đội mạnh hơn, nếu đạt được một trận đấu tốt. Với hệ thống mới này thì sự cho điểm đơn giản hơn: 3 điểm cho một trận thắng, 1 điểm cho một trận hòa và 0 điểm cho một trận thua, tương tự với các hệ thống của các giải quốc gia trên toàn thế giới.
Trong các trận đấu phân định thắng thua bằng loạt sút penalty 11m thì đội thắng được 2 điểm, đội thua được 1 điểm.
| Kết quả               | Điểm |
| --------------------- | ---- |
| Thắng (không penalty) | 3    |
| Thắng (penalty)       | 2    |
| Hòa                   | 1    |
| Thua (penalty)        | 1    |
| Thua (không penalty)  | 0    |

### Loại trận
Các trận đấu khác nhau có tính chất quan trọng khác nhau, và FIFA đã đánh giá điều đó bằng cách sử dụng hệ thống phụ, trong đó trận quan trọng nhất là vòng chung kết World Cup, và thấp nhất là các trận giao hữu. FIFA muốn công nhận các trận giao hữu cũng quan trọng, từ khi họ hình thành các trận nửa chính thức tính trong bảng xếp hạng. Dù thế nào, FIFA không có kế hoạch điều chỉnh cho các đội ngay tức khắc trong các giải quan trọng.
Số nhân về loại trận như sau:
| Loại trận                                              | Số nhân |
| ------------------------------------------------------ | ------- |
| Giao hữu                                               | x 1,0   |
| Vòng loại World Cup và các châu lục                    | x 2,5   |
| Vòng chung kết các châu lục và FIFA Confederations Cup | x 3,0   |
| Các trận trong vòng chung kết World Cup                | x 4,0   |

### Sức mạnh của đối thủ
Hiển nhiên, một chiến thắng trước đối thủ có thứ hạng cao là một thành tích đáng kể hơn nhiều một chiến thắng trước đối thủ có thứ hạng thấp hơn, vì thế cho nên sức mạnh của đối thủ cũng là một nhân tố tính toán.
Hệ thống mới dùng nhân tố sức mạnh đó dựa trên BXH. Hệ thống cũ thì dựa trên chênh lệch điểm số.
Công thức tính là:
{\displaystyle HS={\frac {200-TH}{100}}}
trong đó:
- HS là hệ số sức mạnh của đội
- TH là thứ hạng của đội

Các ngoại lệ như đội hạng 1 có hệ số nhân là 2, và các đội từ hạng 150 trở xuống được quy cho hệ số nhân tối thiểu là 0.5.
- Ví dụ 1: thứ hạng của đội là 8:

{\displaystyle {\frac {200-8}{100}}=1.92}
vậy hệ số nhân của đội là 1,92.
- Ví dụ 2: thứ hạng của đội là 125:

{\displaystyle {\frac {200-125}{100}}=0.75}
vậy hệ số nhân của đội là 0,75.
- Ví dụ 3: thứ hạng của đội là 188:

Dưới hạng 150, nên hệ số nhân của đội là 0,5.
Vị trí xếp hạng được lấy dựa trên BXH FIFA công bố gần nhất trước trận đấu.
BXH công bố trước tháng 7 năm 2006 là quá khứ và không dùng cho công thức tính mới. Để thay thế, FIFA đã lấy BXH năm 1996 để áp dụng cho công thức mới và bây giờ dùng BXH mới để tính toán.
Xem chi tiết sự giảm điểm của các đội bóng trong top 20 BXH tháng 11 năm 2007.

### Sức mạnh khu vực
Ngoài hệ số về thứ hạng, FIFA còn cân nhắc về sức mạnh cân xứng của các liên đoàn thành viên trong cách tính. Mỗi liên đoàn được cho thêm hệ số từ 0.85 đến 1.0, dựa trên thánh tích của các liên đoàn trong 3 kì World Cup gần nhất. Các hệ số đó như sau:
| Liên đoàn                          | Trước World Cup 2006 | Từ World Cup 2006 đến nay |
| ---------------------------------- | -------------------- | ------------------------- |
| UEFA (châu Âu)                     | 1.00                 | 0,99                      |
| CONMEBOL (Nam Mĩ)                  | 0.98                 | 1,00                      |
| CONCACAF (Bắc, Trung Mĩ và Caribê) | 0.85                 | 0,85                      |
| AFC (châu Á)                       | 0.85                 | 0,85                      |
| CAF (châu Phi)                     | 0.85                 | 0,85                      |
| OFC (châu Đại Dương)               | 0.85                 | 0,85                      |

Hệ số trong cách tính là số trung bình cộng hệ số của 2 liên đoàn của 2 đội thi đấu:
{\displaystyle KV={\frac {D1+D2}{2}}}
trong đó:
- KV là hệ số nhân sức mạnh của khu vực
- D1 là sức mạnh khu vực của đội thứ nhất
- D2 là sức mạnh khu vực của đội thứ hai.

### Thời gian đánh giá
Các trận trong vòng 4 năm (48 tháng) sẽ được cho điểm, nhưng có điểm tặng thêm cho các trận gần nhất. Trước đây thới gian tính là 8 năm. Điểm thêm về thới gian như sau:
| Thời gian           | Hệ số nhân |
| ------------------- | ---------- |
| Trong vòng 12 tháng | x 1,0      |
| Từ 12-24 tháng      | x 0.5      |
| Từ 24-36 tháng      | x 0.3      |
| Từ 36-48 tháng      | x 0.2      |

## Công thức xếp hạng
Số điểm cuối cùng cho một trận đấu được nhân với 100 và làm tròn đến hàng số nguyên.
{\displaystyle DXH=\ 100(KQ\ \times \ LT\ \times \ HS\ \times \ KV)}
trong đó:
- DXH là số điểm được tính.
- KQ là kết quả trận đấu. (xem phần kết quả)
- LT là tính chất quan trọng của trận đấu. (xem phần loại trận)
- HS là sức mạnh của đối thủ. (xem phần sức mạnh của đối thủ)
- KV là sức mạnh khu vực. (xem phần sức mạnh khu vực)

Kết quả của tất cả trận đấu trong năm được tính trung bình (5 trận gần nhất). Điểm trung bình trong 4 năm, tính bởi hệ số nhân trên, được cộng thêm vào để đạt được số điểm cuối cùng.

### Ví dụ
Những ví dụ dưới đây sử dụng các đội bóng và các liên đoàn bóng đá giả thiết, và các trận đấu được thừa nhận trong vòng 12 tháng:
- Amplistan được xếp thứ 2 thế giới và là thành viên của liên đoàn bóng đá XYZ (hệ số 1.0);
- Bestrudia được xếp thứ 188 thế giới và là thành viên của liên đoàn bóng đá ABC (hệ số 0.88);
- Conesto được xếp thứ 39 thế giới và là thành viên của liên đoàn bóng đá QRS (hệ số 0.98);
- Delphiz được xếp thứ 30 thế giới và là thành viên của liên đoàn bóng đá HIJ (hệ số 0.94).

Trận giao hữu giữa Amplistan và Bestrudia. Amplistan thắng 2–1.
| Trận                                            | Đội                 | Điểm kết quả | Loại trận | Sức mạnh của đối thủ | Sức mạnh khu vực | Điểm xếp hạng |
| ----------------------------------------------- | ------------------- | ------------ | --------- | -------------------- | ---------------- | ------------- |
| Amplistan gặp Bestrudia (giao hữu) Kết quả: 2–1 | Amplistan Bestrudia | 3 0          | 1.0       | 0.50 1.98            | 0.94             | 141 0         |

Bestrudia được 0 điểm vì thua trận, nên tất cả các nhân tố nhân với hệ số là 0.
Số điểm của Amplistan được tính như sau:
- 3 điểm cho 1 trận thắng;
- hệ số về loại trận là 1.0 (trận giao hữu);
- hệ số về sức mạnh của đối thủ là 0.50 (Bestrudia xếp hạng 188 nên có hệ số tối thiểu là 0.50);
- hệ số về sức mạnh khu vực là 0.94 (hệ số trung bình của 2 liên đoàn);
- hệ số nhân là 100.

Một vài ví dụ:
| Trận                                                                                  | Đội                 | Điểm kết quả | Loại trận | Sức mạnh của đối thủ | Sức mạnh khu vực | Điểm xếp hạng |
| ------------------------------------------------------------------------------------- | ------------------- | ------------ | --------- | -------------------- | ---------------- | ------------- |
| Amplistan gặp Bestrudia (giao hữu) Kết quả: 1–2                                       | Amplistan Bestrudia | 0 3          | 1.0       | 0.50 1.98            | 0.94             | 0 558         |
| Amplistan gặp Bestrudia (giao hữu) Kết quả: 1–1                                       | Amplistan Bestrudia | 1            | 1.0       | 0.50 1.98            | 0.94             | 47 186        |
| Amplistan gặp Bestrudia (VCK World Cup) Kết quả: 2–1                                  | Amplistan Bestrudia | 3 0          | 4.0       | 0.50 1.98            | 0.94             | 564 0         |
| Amplistan gặp Bestrudia (VCK World Cup) Kết quả: 1–1 (Bestrudia thắng bằng penalties) | Amplistan Bestrudia | 1 2          | 4.0       | 0.50 1.98            | 0.94             | 188 1488      |
| Amplistan gặp Conesto (giao hữu) Kết quả: 1–2                                         | Amplistan Conesto   | 0 3          | 1.0       | 1.61 1.98            | 0.99             | 0 588         |
| Conesto gặp Delphiz (VCK cúp châu lục) Kết quả: 4–0                                   | Conesto Delphiz     | 3 0          | 2.5       | 1.70 1.61            | 0.96             | 1224 0        |
| Conesto gặp Delphiz (VCK cúp châu lục) Kết quả: 0–1                                   | Conesto Delphiz     | 0 3          | 2.5       | 1.70 1.61            | 0.96             | 0 1159        |
| Conesto gặp Amplistan (VCK World Cup) Kết quả: 0–0 (Amplistan thắng bằng penalties)   | Conesto Amplistan   | 1 2          | 4.0       | 1.98 1.61            | 0.99             | 784 1275      |

Conesto được nhiều điểm hơn so với Bestrudia trong trận gặp cùng Amplistan vì có hệ số khu vực cao hơn.